# Conan Exiles
Conan Exiles ist ein Survival-Computerspiel von Funcom für Microsoft Windows, PlayStation 4 und Xbox One und ist in der Welt von Conan der Cimmerier angesiedelt. Nachdem die Early-access-Version des Spiels im Jahr 2017 veröffentlicht worden war, erschien die Vollversion für die drei Plattformen im Mai 2018.

## Spielprinzip

### Allgemeines und Spielwelt
In dem Spiel muss der Spieler in den wüstenartigen Exiled Lands voller Barbaren überleben, indem er sich gegen andere Spieler (Player versus Player) und Nicht-Spieler-Charaktere (Player versus Environment) durchsetzt und seine Bedürfnisse befriedigt. Durch ein Crafting-System kann der Spieler Gegenstände abbauen und sammeln, um daraus dann einzelne Waffen, Werkzeuge, Rüstung, Gerichte, Bauelemente und andere Gegenstände zu erstellen. Zuvor kann der Spieler in einem Charaktereditor seiner Spielfigur die Rasse, das Aussehen und weitere Eigenschaften zuteilen. Religion spielt eine wichtige Rolle in dem Spiel und der Spieler kann an einen der sechs Götter Crom, Set, Yog, Mitra, Derketo oder Ymir glauben. Durch Fortschritte sammelt der Spieler Erfahrungspunkte und steigt in seinem Level auf, wenn er genügend davon gesammelt hat, wodurch er dann mehr Funktionen freischaltet. So lassen sich mit Talentpunkten Herstellungsrezepte für Waffen, Rüstung, Handwerk, Dekoration und Bauteile kaufen und Attributpunkte dazu verwenden, um Charakterwerte wie Stärke, Beweglichkeit, Regeneration oder Ausdauer aufzubessern. Auf der Karte gibt es mehrere Dungeons, in denen sich Bossgegner besiegen lassen. Des Weiteren ist es dem Spieler möglich, eigene Sklaven zu halten und ihnen Aufgaben zuzuteilen. Die Mapgröße liegt bei 53 km2.

### Mods und Mehrspielermodus
Mods können über den Steam Workshop installiert werden. Eigene Mods lassen sich unter anderem mit dem Custom-Unreal-Engine-Editor erstellen. Zudem haben die Entwickler ein spezielles Development Kit veröffentlicht.
Gespielt werden kann sowohl Einzelspielermodus als auch Mehrspielermodus. Dies kann entweder über das lokale Netzwerk, den offiziellen Servern von Funcom oder inoffiziellen Servern der Community geschehen. Die Server von Funcom wurden allerdings Anfang Februar 2017 eingestellt, da die Entwickler mit den Hoster PingPerfect nicht zufrieden waren. Wenige Tage später gaben sie bekannt nun GameServer.com als Hoster zu nutzen.

## Produktionsnotizen

### Early Access
Das Spiel wurde erstmals im Januar 2016 angekündigt. Bereits 2008 hatten die Entwickler das Massively Multiplayer Online Role-Playing Game Age of Conan veröffentlicht, welches ebenfalls im Conan-Universum spielt. Die Veröffentlichung im Early-Access-Programm von Steam wurde ursprünglich für den 13. September 2016 angekündigt, verschob sich allerdings auf den 31. Januar 2017. Im August 2017 erschien die kostenlose Erweiterung The Frozen North, welche unter anderem die Spielwelt um 70 % vergrößert und eine Schneelandschaft hinzufügt.

### Vollversion und Updates
Seit Anfang 2018 übernimmt Koch Media den Vertrieb für die Ladenversion des Spiels. Ursprünglich sollte das Spiel im 1. Quartal von 2018 erscheinen, dies verschob sich dann allerdings auf den 8. Mai 2018. Am 28. Juni 2018 erschien das erste kostenpflichtige DLC, welches das Spiel um Gegenstände aus den im chinesischen Stil gehaltenen Khitai-Reich erweitert. Am 5. Dezember 2019 wurde ein Update veröffentlicht, indem unter anderem Reittiere und berittene Kämpfe hinzugefügt wurden. Neuerungen erscheinen in regelmäßigen Updates. Um Exploits im Spiel entgegenzuwirken, erhalten Spieler bis zu 500 US-Dollar pro gefundenem Exploit.

### Isle of Siptah
Am 15. September 2020 erschien die kostenpflichtige Erweiterung "Isle of Siptah" auf Steam. Damit wurde eine neue eigenständige Spielwelt für Conan Exiles erschaffen. Die Spielwelt umfasst dabei etwa 80 % der Originalkarte.

### Verkaufszahlen
In der ersten Woche der Early Access wurde das Spiel über 320.000-mal verkauft. Innerhalb der ersten 28 Tage hatte sich das Spiel über 480.000-mal verkauft. Im Mai 2018 hatte sich das Spiel über eine Million Mal verkauft und im Juli bereits über 1,5 Millionen Mal.

### Weitere Ausgaben
Neben der Standard-Version wurde ebenfalls eine Special-Edition veröffentlicht, die unter anderem ein T-Shirt, digitale Comicbücher, ein Artbook, das E-Book The Coming of Conan, den Soundtrack von Age of Conan und ein digitales Pen-&-Paper-Rollenspiel zu Conan sowie Ingame-Objekte für Age of Conan enthält. Für die finale Version des Spiels gibt es außerdem eine Collectors Edition, die statt dem E-Book eine Weltkarte enthält und auf die Ingame-Gegenstände verzichtet.

## Rezeption
Verglichen wird das Spiel unter anderem mit Rollenspielen wie Skyrim und Dark Souls und Survival-Spielen wie Rust und Ark: Survival Evolved. Das Kampfsystem wird aufgrund des Abtrennens von Körperteilen und viel Blut als brutal beschrieben, was aber auch zum Conan-Universum passe.
Die Einführung von Penis-Slidern, mit dem sich im Charaktereditor die Größe des Penis der Spielfigur festlegen lässt, sorgte im Internet für Diskussionen und Aufmerksamkeit. Die Entwickler begründeten die Entscheidung damit, dass es in das Barbaren-Setting passe und sie ja ebenfalls einen Slider für die weibliche Oberweite haben. Auf der Xbox-One musste die Funktion allerdings aufgrund der Entscheidung von Microsoft entfernt werden.
Auf Steam wurde das Spiel eher negativ bewertet. Kritisiert wurden ursprünglich vor allem die Performance, die sich zum Beispiel bei der Bildrate, der Server-Stabilität und Verbindungsproblemen, der künstlichen Intelligenz und der allgemeinen Fehleranfälligkeit im Spiel widerspiegelt. Ebenfalls kritisiert wurden das unausgewogene Levelsystem sowie eine fehlende Langzeitmotivation aufgrund zu weniger Inhalte, da vorab angekündigte Spielelemente wie zum Beispiel Reittiere oder Magie letzten Endes doch nicht implementiert wurden. Ein weiterer Kritikpunkt ist die regionenbezogene Serverzuordnung der Spieler, zudem werden der nur angerissene Bezug zur Welt von Conan bemängelt sowie die spärlichen Hilfestellungen.
Gelobt wird unter anderem die Spielwelt und Atmosphäre mit ihren versteckten Handlungszweigen, der Sound und die Musik, das dynamische Kampfsystem, die Bauoptionen und die Freiheit für Serverbetreiber und Modder.